# Antonia Malatesta
Antonia Malatesta, née vers 1392 et morte après 1412, est duchesse de Milan par son mariage avec Jean-Marie Visconti. Elle est régente de Milan par intérim après la mort de son époux en 1412.
Antonia est la fille d'Andrea Malatesta et de Rengarda d'Imola et la demi-sœur de Parisina Malatesta, marquise de Ferrare ,. Elle épouse Jean Marie Visconti, duc de Milan, à Brescia en 1408 . Ils n'ont pas d'enfants .
Après l'assassinat de Jean Marie en 1412, le nouveau duc de Milan, Philippe Marie Visconti, permet à Antonia de continuer à partager la gouvernance du duché pendant quelques mois . Bien qu'elle se retire rapidement à Cesena, elle conserve son titre de duchesse de Milan.